# Salvatore De Giorgi
Salvatore De Giorgi (ur. 6 września 1930 w Vernole) – włoski duchowny katolicki, arcybiskup Foggia, potem Taranto i Palermo, kardynał.
Studiował w seminariach w Lecce i Molfetta, przyjął święcenia kapłańskie 28 czerwca 1953 w Vernole. Od 1953 przez dwadzieścia lat pozostawał związany z archidiecezją Lecce, był sekretarzem arcybiskupa, prowadził duszpasterstwo studentów i nauczycieli, koordynował działalność młodzieżowej Akcji Katolickiej, wchodził w skład rady prezbiterów. Był również sekretarzem diecezjalnego biura katechetycznego.
W listopadzie 1973 został mianowany biskupem pomocniczym Oria, ze stolicą tytularną Tulana; sakry biskupiej udzielił mu 27 grudnia 1973 w Lecce jego dotychczasowy zwierzchnik, biskup Lecce Francesco Minerva. Od listopada 1975 był koadiutorem Oria z prawem następstwa, przejął rządy w diecezji 17 marca 1978 po odejściu biskupa Alberico Semeraro w stan spoczynku. W kwietniu 1981 został promowany na arcybiskupa Foggia, jednocześnie zwierzchnikiem diecezji Bovino i Troia, pozostających z Foggia w unii personalnej; po przekształceniach administracyjnych włoskich diecezji był od września 1986 arcybiskupem Foggia-Bovino, ze stolicy biskupiej Troia zrezygnował. W październiku 1987 przeszedł na stolicę arcybiskupią Taranto, z której zrezygnował w maju 1990 po wyborze trzy miesiące wcześniej na generalnego asystenta kościelnego włoskiej Akcji Katolickiej. Został również asystentem kościelnym międzynarodowego forum Akcji Katolickiej oraz stał na czele włoskiej Federacji Ćwiczeń Duchowych.
Powrócił do pracy biskupiej w kwietniu 1996, po nominacji na arcybiskupa Palermo. W lutym 1998 Jan Paweł II wyniósł go do godności kardynalskiej, nadając tytuł prezbitera Santa Maria in Ara coeli. W kwietniu 2005 kardynał De Giorgi uczestniczył w konklawe po śmierci Jana Pawła II. W grudniu 2006 papież Benedykt XVI przyjął jego rezygnację z dalszego pełnienia obowiązków arcybiskupa Palermo w związku z osiągnięciem wieku emerytalnego (De Giorgi pozostał administratorem apostolskim Palermo do czasu przejęcia archidiecezji przez następcę, arcybiskupa Paolo Romeo, dotychczasowego nuncjusza we Włoszech i San Marino).
6 września 2010 utracił prawo do udziału w konklawe z uwagi na ukończenie 80. roku życia.